# Лещёво (Харовский район)
Лещёво — село в Харовском районе Вологодской области. Входит в состав Харовского сельского поселения.

## Расположение
Расположено на реке Кубена. Расстояние по автодороге 19-252Н-038 до районного центра Харовска — 2 км. 
Ближайшие населённые пункты: на юге через реку — деревня Конанцево, на востоке на этом берегу — деревни Палковская и Дитинская.

## История
В 1638 году упоминается церковь Воскресения Христова. С 1834 года — каменная. Также называется Лещёвским Воскресенским погостом. На данный момент церковь разрушена.
Село — бывший центр Лещёвской волости Кадниковского уезда Вологодской губернии.
Упоминается также вторая, каменная Покровская церковь с колокольней. Построена в 1866 году. Главный придел в честь праздника Покрова Пресвятой Богородицы, второй — посвящён мученикам Флору и Лавру.

## Население
| 2010 |
| ---- |
| 0    |

По переписи 2002 года население — 13 человек.